# Irelevantna konkluzija
Irelevantna konkluzija (ignoratio elenchi) je logička pogreška u kojoj se pri argumentiranju ne dokazuju teze argumenta, nego neka sasvim druga teza.